# Miagegletsjer
De Miagegletsjer (Frans: Glacier du Miage; Italiaans: Ghiacciaio del Miage) is een met puin bedekte gletsjer in het Aostadal in Italië.
De gletsjer bevindt zich op de zuidwestelijke flank van het Mont Blancmassief in de westelijke Alpen. Hij loopt van de Bionnassaypas (3892 m) in zuidwaartse richting naar Val Veny. Met zo'n 10 kilometer lengte is de Miagegletsjer de langste gletsjer van Italië en de grootste gletsjer van Europa die met een dikke laag puin is bedekt. Van zijn in totaal circa 11 km² oppervlak is bijna de helft met steenpuin bedekt.